# La Dame aux camélias (film, 1981)
Pour les articles homonymes, voir La Dame aux camélias (homonymie).
Pour plus de détails, voir Fiche technique et Distribution.
La Dame aux camélias (titre italien : La storia vera della signora dalle camelie) est un film dramatique franco-italien réalisé par Mauro Bolognini, sorti en 1981.
Le film, dans lequel joue Isabelle Huppert, est l'adaptation de l'œuvre homonyme d'Alexandre Dumas fils.
Il a reçu deux prix David di Donatello pour la meilleure scénographie et les meilleurs costumes.

## Synopsis
L'histoire de Marie Duplessis, courtisane aimée par Alexandre Dumas fils qui la nommera Marguerite Gautier dans son roman. Après sa montée à Paris, elle devient prostituée puis courtisane. Bien qu'elle soit mariée, elle aura Dumas fils pour amant avant de le quitter pour Franz Liszt et de mourir de la tuberculose.

## Fiche technique
Sauf indication contraire, les informations mentionnées dans cette section peuvent être confirmées par la base de données cinématographiques Unifrance,  présente dans la section « Liens externes ».
- Titre français : La Dame aux camélias
- Titre original : La storia vera della signora delle camelie
- Réalisation : Mauro Bolognini
- Scénario : Jean Aurenche, Vladimir Salomonovitch Pozner d'après le roman d'Alexandre Dumas fils
- Dialogues : Enrico Medioli
- Photographie : Ennio Guarnieri
- Scénographie : Mario Garbuglia
- Montage : Nino Baragli
- Musique : Ennio Morricone
- Décors : Mario Garbuglia
- Costumes : Piero Tosi
- Maquillage : Florence Fouquier d'Herouel
- Producteurs : Manolo Bolognini, Margaret Ménégoz
- Sociétés de production : Les Films du Losange, Gaumont, France Régions 3 Cinéma, Opera Film Produzione
- Sociétés de distribution : Gaumont, Opera Film Produzione
- Pays de production :  France,  Italie
- Langue de tournage : italien
- Format : Couleur (Eastmancolor) — 1,37:1 — Son monophonique — 35 mm
- Genre : drame
- Durée : 115 minutes, 181 minutes pour la version télévisuelle (première partie : 87 min et seconde partie : 94 min)
- Dates de sortie :
  - Italie : 26 février 1981
  - France : 11 mars 1981
- Classification : Déconseillé aux moins de 12 ans en France

## Distribution
- Isabelle Huppert : Alphonsine Plessis
- Gian Maria Volonté : Plessis
- Bruno Ganz : Perregaux
- Fabrizio Bentivoglio : Alexandre Dumas fils
- Clio Goldsmith : Clemence
- Fernando Rey : Stackelberg
- Mario Maranzana : Alexandre Dumas
- Yann Babilée : Agenor
- Carla Fracci : Marguerite Gautier
- Cécile Vassort : Henriette
- David Jalil : Maxence
- Piero Vida
- Fabio Traversa : le prêtre
- Remo Remotti
- Mattia Sbragia
- Clara Colosimo
- Gina Rovere
- Stefania Pierangelini : Thérèse
- Paola Borboni
- Olga Karlatos
- Fabio Gamma : Armando (non crédité)
- Rita Lemma : Ania (non crédité)
- Pascale Ogier : Olympe (non crédité)
- Paola Rinaldi : Giulia (non crédité)
- Sandro Silvestri : l'impresario (non crédité)